# Исленьев, Иван Иванович
Иван Иванович Исленьев (18.03.1738 — 22.02.1784) — капитан, воспитанник Санкт-Петербургской академии наук.
В 1768 был послан в Якутск для наблюдения прохода Венеры по диску Солнца. Отчет Исленьева появился отдельно: «Наблюдения по случаю прохождения Венеры по солнцу, в Якуцке учиненные etc.» (СПб., 1769) и в «Комментариях» Академии наук (т. XIV, 1770).
Адъюнкт СПб. АН с 23.12.1771 по Географическому департаменту.